# Martine Carol
Pour les articles homonymes, voir Mourer et Carol.
Marie-Louise Mourer, dite Martine Carol, est une actrice française née le 16 mai 1920 à Saint-Mandé (département de la Seine) et morte le 6 février 1967 à Monte-Carlo (Monaco).
Elle fut, jusqu'à l'arrivée de Brigitte Bardot, la vedette française la plus célèbre et la plus populaire des années 1950.

## Biographie

### Débuts
Elle vient à Paris pour étudier à l'École des Beaux Arts. À la suite de sa rencontre avec les comédiens André Luguet, ex-jeune premier du cinéma français et américain, et Micheline Presle, star montante du cinéma français, elle suit les cours de théâtre de Robert Manuel et de René Simon.
Elle débute au théâtre dans Phèdre sous le nom de Maryse Arley en 1940. Pendant l’Occupation, comme beaucoup d’acteurs français, elle tourne des films financés par la firme allemande Continental, dirigée par Alfred Greven. En 1941, elle figure dans Le Dernier des six, aux côtés de Pierre Fresnay et Jean Tissier, puis dans Les Inconnus dans la maison, avec Raimu. Elle tourne également en 1942 dans un film à sketchs ouvertement antisémite et anti-américain intitulé Les Corrupteurs réalisé par Pierre Ramelot.
Remarquée par Henri-Georges Clouzot, elle devait figurer dans La Chatte, adaptation au cinéma de la nouvelle de Colette, qui ne sera jamais tournée. En 1943, elle tourne La Ferme aux loups, aux côtés de Paul Meurisse et de François Périer. Ce dernier lui ayant conseillé de changer de pseudonyme, elle choisit Martine Carole, avant de laisser rapidement tomber le « e » final. En 1947, elle joue dans La Route du tabac au théâtre de la Renaissance aux côtés de Marcel Mouloudji. Elle apparaît désormais régulièrement au cinéma, où sa beauté marque les esprits, notamment dans Miroir (1947) avec Jean Gabin, Les Amants de Vérone (1948) avec Pierre Brasseur, ou encore Je n’aime que toi (1949) avec le chanteur Luis Mariano.

### Caroline chérie

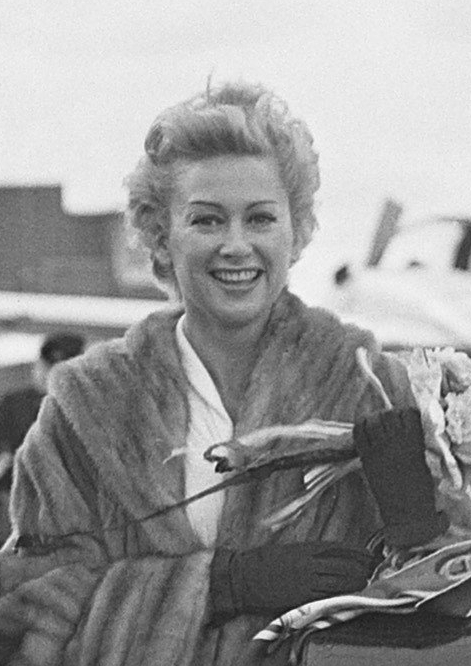
Martine Carol en 1955.

Le nom de Martine Carol va toutefois rester associé pour longtemps au personnage qui la rend célèbre : Caroline chérie, film de Richard Pottier adapté des romans de Cécil Saint-Laurent. Elle y incarne, sous la Révolution française, une jeune aristocrate qui aime un seul homme, mais qui, pour sauver sa vie, « doit souvent sacrifier sa vertu et prêter son corps, ce qui ne lui déplait pas toujours ». Le film obtient un grand succès public : attirant 3,6 millions de spectateurs, il se classe à la neuvième place du box-office pour l'année 1951. Deux ans plus tard, le cinéaste Jean Devaivre lui donne une suite sous le titre Un caprice de Caroline chérie, qui remporte lui aussi un grand succès public avec 2,8 millions de spectateurs. Les deux films comportent des scènes érotiques « montrées de façon à ne choquer personne ». Caroline chérie installe le mythe de « la femme-objet au grand cœur », de « la pécheresse à laquelle on pardonne tout ».
En 1954, elle épouse le cinéaste français Christian-Jaque qui lui réserve des rôles à la mesure du « sex-symbol » typique des années 1950 qu'elle est devenue, notamment Lucrèce Borgia, Madame du Barry, Nana d'après Zola, Lysistrata d'après Aristophane.
Elle travaille avec Sacha Guitry (pour l'un des innombrables petits rôles de Si Versailles m’était conté en 1953, mais sa scène est coupée au montage et elle n'est pas créditée au générique), René Clair, Vittorio De Sica, Alberto Lattuada, le maître de la comédie américaine Preston Sturges, incarne la Parisienne dans la superproduction Le Tour du monde en quatre-vingts jours de Michael Anderson et la Française aux yeux d'Orson Welles... Elle donne la réplique à Gérard Philipe, Raf Vallone, Charles Boyer ou encore Vittorio Gassman, rivalise avec Gina Lollobrigida (dans Les Belles de nuit),  Danielle Darrieux et Edwige Feuillère (dans Adorables Créatures), Michèle Morgan et Claudette Colbert (dans Destinées).
En 1955, Lola Montès de Max Ophüls lui attire enfin la faveur de la critique, qui lui reprochait jusqu'alors d'être « une mauvaise comédienne ». Le film retraçant la vie d'une courtisane déchue et ruinée, qui s'exhibe dans un cirque pour pouvoir survivre, est en revanche boudé par les spectateurs. Certains critiques le qualifient de « film maudit ». Le public refusa la démythification du vedettariat exhibitionniste dont Martine Carol était alors le symbole.
Martine Carol se voit remettre la Victoire de la meilleure actrice en 1953 (pour Adorables créatures), en 1954 (pour Lucrèce Borgia) et en 1956 (pour Nana). En 1956, Elle reçoit le prix Ciné-Revue de Popularité féminine (ex æquo avec Michèle Morgan).

### Fin de carrière
Dès 1956, sa notoriété pâtit de celle de Brigitte Bardot, la nouvelle étoile du cinéma, aussi emblématique des années 1960 que Martine le fut des années 1950. Le cinéma traditionnel qui a fait sa gloire est balayé par la Nouvelle Vague dont l'égérie est Bernadette Lafont. Elle tourne cependant dans plusieurs films notables : Au bord du volcan, de Terence Young avec Van Johnson, Les Noces vénitiennes d'Alberto Cavalcanti avec Vittorio De Sica, Tout près de Satan de Robert Aldrich avec Jack Palance, Austerlitz d'Abel Gance où elle donne la réplique à Pierre Mondy, Le cave se rebiffe de Gilles Grangier avec Jean Gabin et Bernard Blier, Vanina Vanini de Roberto Rossellini (qui souhaitait lui confier le rôle principal du film contrairement au producteur qui impose Sandra Milo) au côté de Laurent Terzieff. Nathalie, comédie d'espionnage de Christian-Jaque, et sa suite réalisée par Henri Decoin, sont bien accueillies mais ces succès sont sans lendemain. Martine Carol a pour partenaires Michel Piccoli et Jean Desailly, Silvia Montfort et Simone Renant, croise Arletty et Serge Reggiani, se laisse diriger par Michel Boisrond et Georges Lautner, mais doit rivaliser avec plus jeune qu'elle (Annette Stroyberg dans Les Don Juan de la Côte d'Azur).
Elle sombre dans la dépression, fait une consommation importante de médicaments et s'impose des cures draconiennes d'amaigrissement. Après une interruption de quatre ans et un nouveau mariage avec un homme d'affaires anglais, elle tourne son dernier film, Jugement à Prague, en 1966. Peu de temps après le tournage, elle est retrouvée morte par son mari le 6 février 1967, à 2 heures 30 ou 3 heures du matin, dans sa chambre à l'hôtel de Paris à Monte-Carlo, victime d'une crise cardiaque. Des rumeurs de suicide circuleront.
Elle est inhumée (provisoirement) une première fois le 10 février 1967 au cimetière du Père-Lachaise à Paris puis, le 14 février 1967, au cimetière du Grand Jas (carré no 3) à Cannes (Alpes-Maritimes). Le 24 février 1967, le chef-jardinier et le concierge découvrent que la dalle du caveau de la famille Mourer a été déplacée et que des voleurs ont dérobé les bijoux enterrés avec elle. Le 28 février 1967, une troisième fois, Martine Carol est inhumée.

### Vie privée
Lorsque le comédien Georges Marchal, son premier amour, lui préféra Dany Robin, elle se jeta dans la Seine, le 10 avril 1947, au pont de l'Alma, après avoir absorbé de l'alcool et des médicaments ; un chauffeur de taxi la sauva de la noyade. La presse ne prend pas l'affaire au sérieux et évoque un « suicide publicitaire ».
Elle se mariera, par la suite, quatre fois : le 14 septembre 1949 avec Josef Stephen Crane dit Steve Crane, acteur et restaurateur américain, auparavant marié deux fois à Lana Turner. En mai 1952, elle confirme sa séparation de Steve Crane ; puis elle épouse le 15 juillet 1954 le cinéaste français Christian-Jaque, rencontré en 1952. Ils divorcent le 13 mai 1959. André Rouveix, un jeune médecin français rencontré à Fort-de-France, l'épouse le 3 août 1959 ; elle demande le divorce en mai 1961. Elle épouse enfin Mike Eland, un homme d'affaires anglais, le 30 juin 1966 à Londres.

## Théâtre
- 1940 : Phèdre (sous le pseudonyme de Maryse Arley ; rôle d'Aricie)
- 1940 : La Mégère apprivoisée (rôle de Bianca)
- 1940 : Comme il vous plaira (rôle de Rosalinde)
- 1940 : Le Chandelier (de Musset)
- 1940 : Les Caprices de Marianne (de Musset)
- 1947 : Tobacco Road de Jack Kirkland, mise en scène Jean Darcante, théâtre de la Renaissance

## Filmographie
- 1941 : Le Dernier des six de Georges Lacombe (figuration)
- 1942 : L'Âge d'or de Jean de Limur (figuration)
- 1942 : Les Corrupteurs (court métrage) de Pierre Ramelot
- 1942 : Les Inconnus dans la maison d'Henri Decoin : une spectatrice aux assises (non créditée)
- 1943 : La Ferme aux loups de Richard Pottier : Micky
- 1945 : Bifur 3 de Maurice Cam : Germaine
- 1945 : L'Extravagante Mission d'Henri Calef : Stella Star
- 1946 : Trente et quarante de Gilles Grangier : Madeleine
- 1947 : La Fleur de l'âge (film inachevé) de Marcel Carné
- 1947 : En êtes-vous bien sûr ? de Jacques Houssin : Jacqueline
- 1947 : Miroir de Raymond Lamy : Lulu
- 1947 : Voyage Surprise de Pierre Prévert : Isabelle Grosbois
- 1947 : Carré de valets d'André Berthomieu : Catherine
- 1948 : Les souvenirs ne sont pas à vendre de Robert Hennion : Sonia
- 1949 : Les Amants de Vérone d'André Cayatte : Bettina Verdi
- 1949 : Je n'aime que toi de Pierre Montazel : Irène
- 1950 : Une nuit de noces de René Jayet : Sidonie de Valpurgis
- 1950 : Nous irons à Paris de Jean Boyer : elle-même
- 1950 : Méfiez-vous des blondes d'André Hunebelle : Olga Schneider
- 1950 : Brune ou blonde (court métrage) de Jacques Garcia : elle-même
- 1951 : Caroline chérie de Richard Pottier : Caroline de Bièvre
- 1951 : Vedettes sans maquillage (court métrage) de Jacques Guillon : elle-même
- 1951 : Le Désir et l'Amour d'Henri Decoin : Martine, la vedette
- 1952 : Les Belles de nuit de René Clair : Edmée de Villebois
- 1952 : Adorables Créatures de Christian-Jaque : Minouche
- 1953 : Un caprice de Caroline chérie de Jean Devaivre : Caroline de Sallanches
- 1953 : Lucrèce Borgia de Christian-Jaque : Lucrèce Borgia
- 1954 : La Pensionnaire (La Spiaggia) d'Alberto Lattuada : Anna-Maria Mentorsi
- 1954 : Destinées, sketch Lysistrata de Christian-Jaque : Lysistrata
- 1954 : Boum sur Paris de Maurice de Canonge : elle-même
- 1954 : Si Versailles m'était conté de Sacha Guitry : la duchesse de Bouillon (scène coupée au montage)
- 1954 : Madame du Barry de Christian-Jaque : Jeanne Bécu, dite Madame du Barry
- 1954 : Secrets d'alcôve, sketch Le Lit de la Pompadour de Jean Delannoy : Agnès de Rungis
- 1955 : Nana de Christian-Jaque : Nana
- 1955 : Les Carnets du Major Thompson de Preston Sturges : Martine Thompson
- 1955 : Lola Montès de Max Ophüls : Lola Montès
- 1956 : Scandale à Milan (Diffendo il mio amore) de Giulio Macchi : Elisa Léonardi
- 1956 : Le Tour du monde en quatre-vingts jours de Michael Anderson : la Parisienne de la gare du Nord
- 1957 : Au bord du volcan de Terence Young : Tracy Malvoisie
- 1957 : Nathalie de Christian-Jaque : Nathalie Princesse
- 1958 : Le Passager clandestin de Ralph Habib : Lotte
- 1959 : Tout près de Satan de Robert Aldrich : Margot Hofer
- 1959 : Les Noces vénitiennes d'Alberto Cavalcanti : Isabelle de Santos
- 1959 : Nathalie, agent secret d'Henri Decoin : Nathalie Princesse
- 1960 : Austerlitz d'Abel Gance : Joséphine de Beauharnais
- 1960 : La Française et l'Amour (sketch La Femme seule) de Jean-Paul Le Chanois : Éliane Girard
- 1961 : Un soir sur la plage de Michel Boisrond : Georgina
- 1961 : Le cave se rebiffe de Gilles Grangier : Solange Mideau
- 1961 : Vanina Vanini de Roberto Rossellini : la comtesse Vitelleschi
- 1962 : En plein cirage de Georges Lautner : Katty
- 1962 : Les Don Juan de la Côte d'Azur de Vittorio Sala : Nadine Leblanc
- 1967 : Jugement à Prague (Hell is Empty) de John Ainsworth et Bernard Knowles : Martine Grant

### Documentaires
- Denis Derrien, Martine Carol (Ces chers disparus), 1979
- Gilles Nadeau, Martine chérie, 1992
- Eric Bitoun, Martine Carol, plus dure sera la chute, 2019

### Hommages
- Une rue à Grasse et une allée à Montpellier portent son nom
- En 1956, l'éditeur Jean Chapelle donne le nom de Tartine Mariol à un personnage de bande dessinée d'origine italienne dont les aventures seront publiées sur divers supports en petit format jusqu'en 1976.